# Erythrodiplax tenuis
Erythrodiplax tenuis – gatunek ważki z rodziny ważkowatych (Libellulidae). Występuje na terenie Ameryki Południowej.